# Estádio Louis Ensch
Estádio Louis Ensch – stadion piłkarski, w Coronel Fabriciano, Minas Gerais, Brazylia, na którym swoje mecze rozgrywa klub Social Futebol Clube.